# Stundeneiche

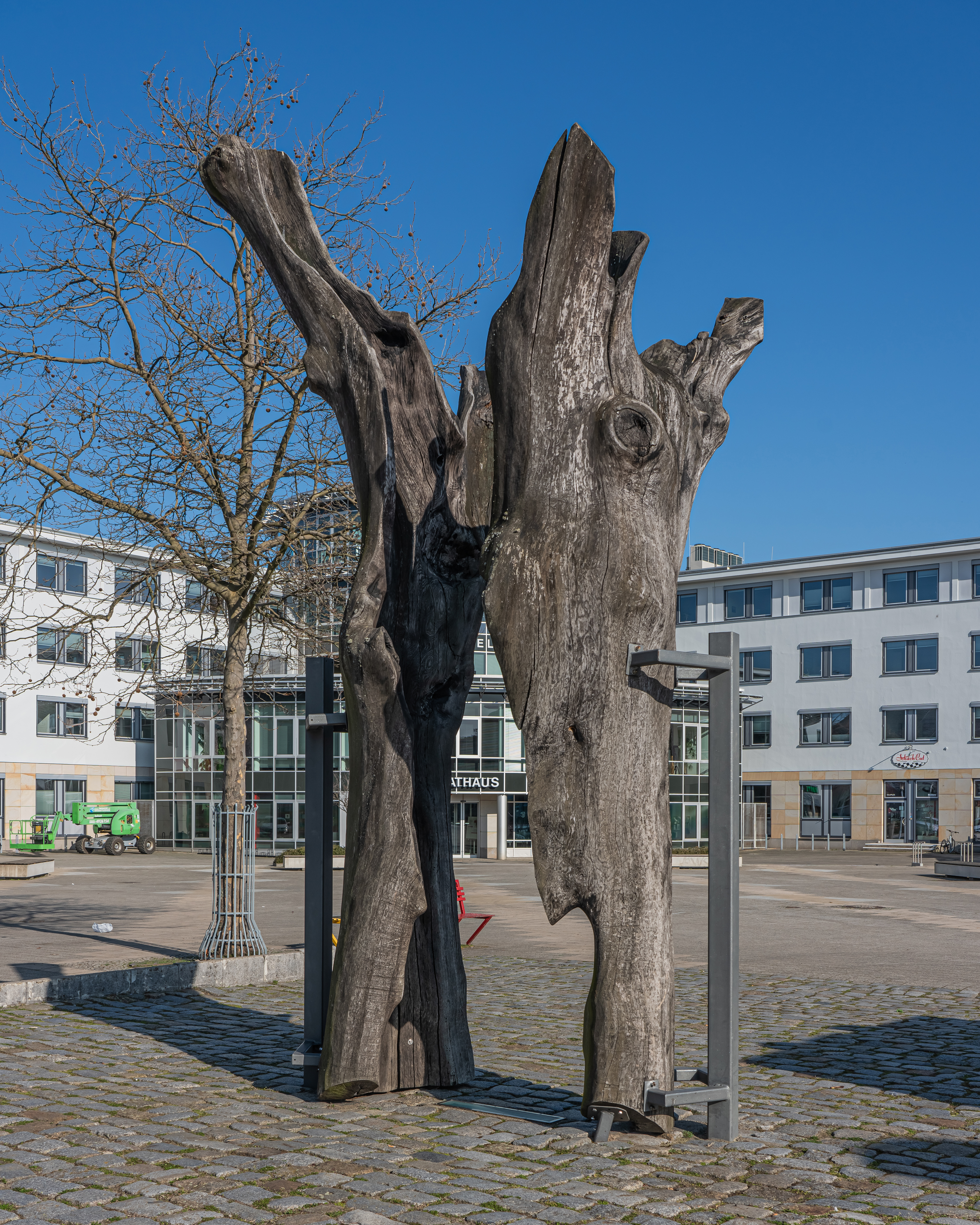
Skulptur Stundeneiche aus dem Jahr 2005 auf dem Rathausplatz in Ludwigsfelde

Die Stundeneiche (auch Autobahneiche) war eine legendäre Eiche im Brandenburg/Berliner Raum. Stundeneiche heißen ferner eine Skulptur der Künstlerin Franziska Uhl und ein Dokumentarfilm des Regisseurs Gerd Kroske, die die historische Eiche darstellen beziehungsweise dokumentieren.
Der markante und als Naturdenkmal geschützte Baum stand bis 2004 isoliert und unübersehbar zwischen den Leitplanken auf dem Mittelstreifen des Berliner Rings (A 10) zwischen Ludwigsfelde und dem Dreieck Nuthetal. Den Namen erhielt der Baum von den Autofahrern auf der stark frequentierten Autobahn, die zu DDR-Zeiten von dort noch ungefähr eine Stunde bis in die Ost-Berliner Innenstadt brauchten. Laut Berliner Zeitung war die Stundeneiche „Brandenburgs wohl bekanntester Baum“.

## Baumgeschichte
Der rund 150 Jahre alte Baum stand über ein halbes Jahrhundert am Kilometer 82 der A 10, die 1938 gebaut worden war. Laut der zuständigen Autobahnmeisterei steht auf einem derart schmalen Mittelstreifen in der Regel nichts. Dennoch wurde der Baum selbst nach der Installation der Mittelleitplanken beim sechsstreifigen Ausbau der Autobahn nach der deutschen Wiedervereinigung erhalten, indem die Planken in einem leichten Bogen um den Baum herumgezogen wurden. Zweimal im Jahr wurde die Eiche, die längst zum Symbol geworden und deren Eule auf dem Naturschutzzeichen beim Vorbeifahren am Stamm deutlich zu erkennen war, von einer Gartenbaufirma gepflegt.
Im Jahr 2004 war der Baum nicht mehr zu halten und musste am 7. Mai gefällt werden. Er war innen ausgehöhlt und drohte, seine Standfestigkeit zu verlieren. Der gefällte Stamm hatte einen Durchmesser von über einem Meter, eine Länge von fünf Metern und wog sechs Tonnen. Das Land Brandenburg überließ den Stamm der Grafikerin und Bildhauerin Franziska Uhl zur künstlerischen Bearbeitung.

## Skulptur
Der Brandenburger Infrastrukturminister Frank Szymanski, der Bürgermeister Heinrich Scholl und die Künstlerin enthüllten das Kunstwerk am 9. Mai 2005 – ein Jahr nach seiner Fällung – auf dem Ludwigsfelder Rathausplatz gegenüber dem Kulturhaus der Mittelstadt (Lage). Im Raum des weitläufigen Platzes nimmt der Baum eine ähnlich markante Position ein wie seinerzeit auf der Autobahn. Die 5,30 m hohe Skulptur mit dem Namen Stundeneiche besteht aus zwei Teilen („gebrannt und geölt“), die sich mit glatt gearbeiteten Innenflächen in einem Abstand von rund einem halben Meter gegenüberstehen. Franziska Uhl begreift den Baum, der auch für sie „immer ein besonderes Wahrzeichen gewesen“ ist, als Symbol des menschlichen Lebens:

„Das Konzept meiner bildhauerischen Arbeit besteht darin, Bäume, die gefällt werden mußten, in’s Atelier zu holen, sie dort zu entrinden und zu betrachten, ihrer gewachsenen Form nachzugehen und in dieser Form eine Ahnung von menschlichem Körper zu entdecken und behutsam hervorzuholen. Dabei arbeite ich nur bedingt mit Motorsäge, vielmehr mit Stechbeitel und vor allem mit Flex und Schleifscheiben. So entstehen Baum-Menschen, Metamorphosen, bildhaftes Verwachsensein des Menschen mit dem Baum und umgekehrt. Am Ende meiner Arbeit verbrenne ich die äußerste Schicht der Baumskulpturen und öle sie mehrmals mit Leinöl. Dadurch wird der Baum versiegelt und erhält eine schwarz-seidig schimmernde Oberfläche, die sich anfühlt wie menschliche Haut. Der Baum durchläuft eine Metamorphose, wobei er zum größten Teil seine individuell gewachsene Form behält und sich aber doch in neuem Ausdruck wiederfindet. Es entstehen Gestalten: gekrümmt, gestreckt, bewegt, ruhig, stolz, demütig.“

Die Kosten für das Aufstellen trugen die Stadt und die Ludwigsfelder Wohnungsgesellschaft Märkische Heimat. Das Land Brandenburg förderte das Werk mit 5000 Euro aus Mitteln der Klassenlotterie. Zu den Unterstützern des Projektes zählte unter anderem der Dokumentarfilmer Gerd Kroske.

## Filmische Rezeption
Gerd Kroske begleitete die Arbeit von Franziska Uhl ein halbes Jahr lang und drehte über den Baum und das Kunstwerk den 60-minütigen Dokumentarfilm Die Stundeneiche. Der Film, für den Kroske auch das Drehbuch schrieb und die Regie führte, wurde 2006 vom Rundfunk Berlin-Brandenburg gesendet.